# Mellarivier
Mellarivier (Zweeds – Fins: Mellajoki) is een rivier die stroomt in de Zweedse gemeente Pajala. De rivier ontvangt haar water op de zuidelijke hellingen van de Lamuberg. Ze stroomt naar het zuidoosten en geeft haar water af aan de Aarearivier. Ze is circa 12 kilometer lang.
Afwatering: Mellarivier → Aarearivier → Kaunisrivier → Muonio → Torne → Botnische Golf